# Laser à feuilles larges
Laserpitium latifolium
Espèce
Le Laser à feuilles larges, également appelé Laser blanc (Laserpitium latifolium), est une espèce de plantes à fleurs du genre Laserpitium et de la famille des Apiacées. C'est une plante herbacée vivace trouvée en Europe.

## Description
La plante est glabre, haute de 60 à 150 cm. Elle présente des feuilles à folioles ovoïdes, en forme de cœur à la base, finement dentées, pétiolées, légèrement coriaces et vernissées. Les ombelles ont de 30 à 50 rayons. Les fleurs sont blanches et les fruits ailés.

## Habitat et répartition
Le Laser à feuilles larges est une plante qui se rencontre dans une grande partie de l'Europe, surtout en montagne (de 300 à 2 000 m dans les Alpes), dans les bois clairs, les lieux secs et les rocailles. En France, il est présent dans tous les massifs montagneux ainsi que sur le plateau de Langres.

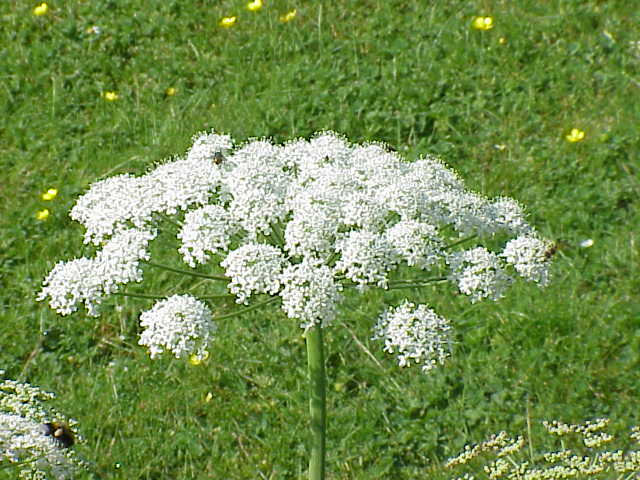
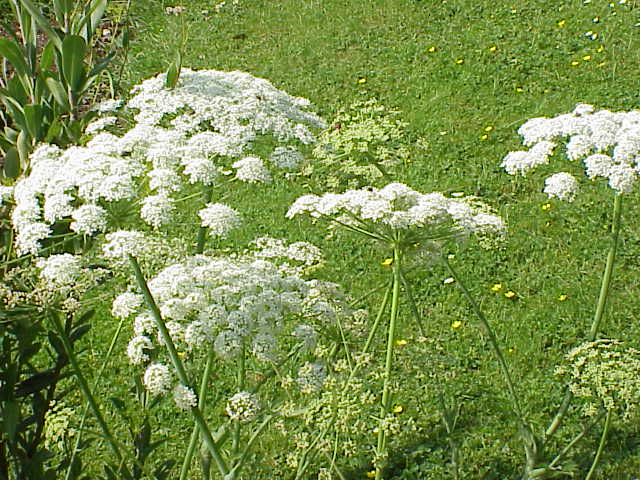
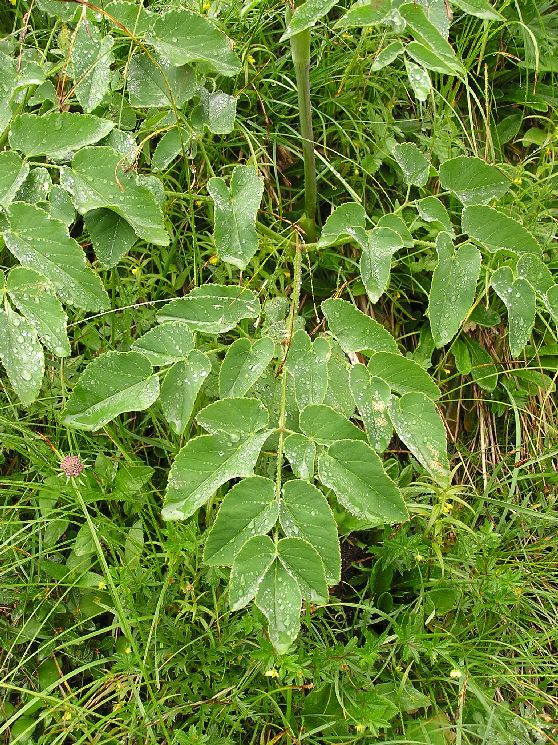